# Klippans församling
Klippans församling är en församling i Luggude-Åsbo kontrakt i Lunds stift. Församlingen ligger i Klippans kommun i Skåne län och ingår i Klippans pastorat.

## Administrativ historik
Församlingen har medeltida ursprung. Namnet var före 1945 Gråmanstorps församling.
Församlingen var till 2006 moderförsamling i pastoratet Gråmanstorp/Klippan och Vedby som från 1962 även omfattade Västra Sönnarslövs församling. År 2006 införlivades Vedby och Västra Sönnarslövs församlingar och församlingen utgjorde därefter till 2014 ett eget pastorat. Pastoratet utökades 2014 med Östra Ljungby och Riseberga-Färingtofta församlingar.

## Organister
| Verksam | Namn                       | Levnadstid | Övrigt |
| ------- | -------------------------- | ---------- | ------ |
| 1924–   | Fredrik Bernhard Liljedahl | 1901–      | [ 7 ]  |

## Kyrkobyggnader
- Gråmanstorps kyrka
- Klippans kapell
- Sankt Petri kyrka
- Vedby kyrka
- Västra Sönnarslövs kyrka